# Ungarische Badmintonmeisterschaft 1968
Die Ungarische Badmintonmeisterschaft 1968 fand in Budapest statt. Es war die neunte Austragung der nationalen Meisterschaften von Ungarn im Badminton.

## Titelträger
| Disziplin    | Sieger                         |
| ------------ | ------------------------------ |
| Herreneinzel | János Cserni                   |
| Dameneinzel  | Katalin Jászonyi               |
| Herrendoppel | János Cserni Tamás Szulyovszky |
| Damendoppel  | Katalin Jászonyi Éva Cserni    |
| Mixed        | János Cserni Eleonóra Gedô     |